# Сервисный номадизм
Се́рвисный номади́зм (англ. Service nomadism) — форма неклассического (нескотоводческого) номадизма. Термин был введен Робертом Хайденом в 1979 году для описания некоторых социальных групп в Индии, которые перемещались по густонаселенным районам с целью продажи товаров и предоставления услуг оседлому населению.
Главной особенностью сервисных номадов являлась их экономическая зависимость от оседлого населения, рядом с которым они проживали. В отличие от скотоводов-кочевников, деятельность которых была направлена на использование природных ресурсов, сервисные номады ориентировались на эксплуатацию социального пространства, находя экономические ниши для своей деятельности. Таким образом, их миграция была обусловлена поиском экономических возможностей, а не природных ресурсов, что отличало их от пасторальных кочевников. 
В цыгановедческих исследованиях термин «сервисный номадизм» применяется для описания специфики миграций цыганских групп. Большинство кочевых цыган занималось торговлей (барышничеством), гаданием и ремесленным производством, ориентированным на нужды оседлого земледельческого населения. По данным А. В. Черных, у цыган выделяются три модели сервисного номадизма: 
1. Локальная модель — проживание на постоянном месте с сезонными миграциями (например, летние кочевки и зимовка в определённой местности; характерно для групп, таких как сэрвы и русские цыгане).
2. Региональная модель — перемещения по фиксированным маршрутам в пределах конкретного региона (характерна для русских цыган).
3. Масштабная модель — высокая мобильность на обширных территориях (например, кэлдэрары).